# Chlorida spinosa
Chlorida spinosa är en skalbaggsart som beskrevs av Aurivillius 1887. Chlorida spinosa ingår i släktet Chlorida och familjen långhorningar. Inga underarter finns listade i Catalogue of Life.